# Niels Tas
Niels Tas (Dendermonde, 12 september 1983) is een Belgisch politicus voor Vooruit.

## Biografie
Nadat hij in 2004 de lerarenopleiding voltooide aan de Hogeschool Gent, werkte Tas van 2005 tot 2021 als leraar wiskunde in het Gemeenschapsonderwijs (GO!), aan het Atheneum van Dendermonde. Van 2019 tot 2025 was hij eveneens beleidsmedewerker bij de GO!-scholengroep Het Leercollectief in Dendermonde.
Voor de toenmalige sp.a (sinds 2021 Vooruit) werd Niels Tas in oktober 2006 voor het eerst verkozen in de gemeenteraad van Dendermonde. Van 2009 tot 2012 was hij fractievoorzitter voor sp.a in de gemeenteraad en nadien zetelde hij van 2013 tot 2018 als schepen voor ruimtelijke ordening, stedenbouw, stadsvernieuwing, mobiliteit en wonen in het gemeentebestuur. Na de gemeenteraadsverkiezingen van oktober 2018 belandde Tas in de oppositie en vervolgens was hij van 2019 tot 2024 opnieuw fractievoorzitter in de gemeenteraad. In december 2024 kwam Vooruit opnieuw in de meerderheid en sindsdien is hij opnieuw schepen, met de bevoegdheden ruimtelijke ordening, stadsontwikkeling, mobiliteit en wonen.
Bij de federale verkiezingen van juni 2024 stond Tas als eerste opvolger op de Vooruit-lijst in de kieskring Oost-Vlaanderen. In maart 2025 trad hij effectief toe tot de Kamer van volksvertegenwoordigers in opvolging van Joris Vandenbroucke, die zich ging toeleggen op zijn schepenambt in Gent. Hij nam zitting in de commissie Mobiliteit en Overheidsbedrijven.